# 5-硝基-1-萘甲腈
5-硝基-1-萘甲腈是一种有机化合物，化学式为C11H6N2O2。它可由1-溴-5-硝基萘和氰化亚铜在二甲基甲酰胺中反应制得，或由1-萘甲腈直接硝化制得，但后者反应会生成8-硝基副产物。在钯催化下，它可以被氢气还原为5-氨基-1-萘甲腈。